# Paul Felix
Paul Felix (Oostende, 8 december 1913 - aldaar, 5 januari 1981) was een Belgisch architect en hoogleraar aan de Katholieke Universiteit Leuven.

## Biografie
Paul Felix, oudere broer van advocaat, schepen en kunstschilder Jan Felix, volgde humaniora aan het Onze-Lieve-Vrouwecollege in Oostende, en studeerde vervolgens af als ingenieur-architect (1937) aan de Katholieke Universiteit Leuven. Hij realiseerde vrij snel een eerste project, een school in Slijpe.
In zijn beginperiode combineerde hij het ontwerpen met lesopdrachten in het Onze-Lieve-Vrouwecollege en het Vrij Technisch Instituut in Oostende.
Vanaf 1945 was Felix ingeschreven in de Orde van Architecten en richtte een eigen architectenbureau in. Langzamerhand brak het modernisme door in zijn ontwerpen. Zijn stijl kenmerkte zich door een heldere geometrie en sober materiaalgebruik. Hij introduceerde een 'nuchtere, functionele bouwstijl' in België. Met zijn realisaties, in het bijzonder met de klooster- en kerkenbouw, leverde hij een belangrijke bijdrage aan het modernisme van de jaren 1950 in België.
In 1952 werd hij buitengewoon docent en in 1958 hoogleraar aan de architectuurafdeling van de faculteit voor Toegepaste Wetenschappen van de Katholieke Universiteit Leuven, waar hij een diepgaande herstructurering van het architectuuronderwijs doorvoerde. Ook ontwierp hij in opdracht van de universiteit verschillende gebouwen, waaronder het studentenhuis Pius X, een Alma-studentenrestaurant en andere gebouwen op de campus Arenberg in Heverlee en het Gasthuisbergziekenhuis.
Felix was corresponderend lid (1962) en werkend lid (1965) van de Koninklijke Vlaamse Academie van België voor Wetenschappen en Kunsten.

## Architecturaal oeuvre
- Watertoren van Melle, Melle (1951)
- Studentenhuis Pius X (samen met Georges Pepermans), Heverlee (1952)
- de wijk 'De Oostendse Haard' in Stene (1955)
- het monasterium der Arme Klaren 'Zonnelied' in Oostende (1958)
- de wijk 'Den Elst' in Herent (1963)
- een aantal vrijstaande woningen: villa Pollefeyt Ukkel (1952), villa Ghyselen Pellenberg (1964)
- kerk in Borgerhout (1963)
- kerk in Waregem (1964)
- Theologisch en Pastoraal Centrum, Antwerpen (1965)
- Vormingscentrum 'Destelheide', Dworp (1967)
- Academisch Ziekenhuis Gasthuisberg (samen met Jan Tanghe en Jan Delrue) in Leuven (1968)
- Cultureel Centrum Scharpoord, Knokke-Heist (1969)
- Stedelijk zwembad (samen met Groep Planning), Oostende (1970)
- Bibliotheek Hasselt Limburg (samen met Georges Nolens), Hasselt (1973)
- Sint-Annakerk, te Aalst (samen met C. Moens) (1974)
- Ontmoetingscentrum ACW-ACV-CM, Koekelare (1975) en Nieuwpoort (1977)